# Anna Michailowna Rasputina

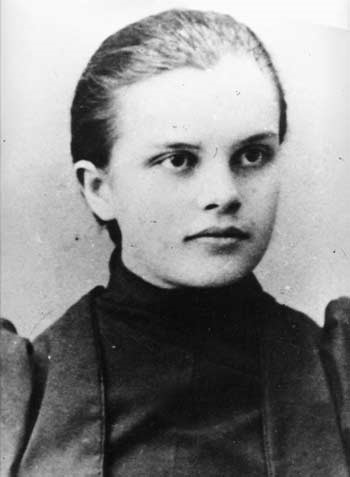
Anna Michailowna Rasputina

Anna Michailowna Rasputina, geboren Anna Michailowna Schuljatikowa, (russisch Анна Михайловна Распутина, Geburtsname russisch Анна Михайловна Шулятикова; * 6. Dezemberjul. / 18. Dezember 1874greg. im Dorf Nowoje Ussolje, Gouvernement Perm; † 17. Februarjul. / 1. März 1908greg. in Lissi Noss (St. Petersburg)) war eine russische Revolutionärin.

## Leben
Anna Michailowna war eine Tochter des Verbannten Michail Iwanowitsch Schuljatikow. 1883 zog sie mit ihrer Familie aus Perm nach Moskau. 1893 schloss sie den Besuch des 4. Moskauer Mädchengymnasiums mit einer Silbermedaille ab. Darauf studierte sie in den Höheren Bestuschew-Kursen für Frauen in St. Petersburg mit Abschluss 1896.
1894 wurde Anna Michailowna Mitglied einer Gruppe der sozialrevolutionären Geheimgesellschaft Narodnaja Wolja. Sie beteiligte sich an der Organisation und Arbeit der illegalen Lachtinskaja-Druckerei. Nach der Zerstörung der Druckerei tauchte sie im Juli 1896 zusammen mit ihrem Bruder Wladimir Michailowitsch Schuljatikow und ihrer Schwester Olga in Tscherepowez unter. Dann wurde sie 1896 zusammen mit Marija Fedosjewna Wetrowa verhaftet und in der Peter-und-Paul-Festung gefangen gehalten. Im Januar 1898 wurde Anna Michailowna für 5 Jahre nach Ostsibirien verbannt.
In Jakutsk heiratete Anna Michailowna in der Gefängniskirche des Durchgangsgefängnisses den Verbannten Iwan Spiridonowitsch Rasputin. Im Dorf Nischnekolymsk bei Tscherski gebar sie 1899 ihre Tochter Jekaterina und 1902 ihre zweite Tochter Natalja.
Nach der Rückkehr aus Sibirien im Sommer 1903 ließ sich Rasputina auf dem Besitz ihres Onkels  Alexander Petrowitsch Tscharuschnikow im Ujesd Malojaroslawez nieder, der von dessen Bruder Iwan Petrowitsch Tscharuschnikow verwaltet wurde und auf dem auch dessen Schwester Klawdija Petrowna Tscharuschnikowa lebte. Im November 1904 kehrte Rasputina illegalerweise nach St. Petersburg zurück. 1906 wurde sie Mitglied der neuen von Albert Dawidowitsch Trauberg (Spitzname Karl) geführten Kampfgruppe der Nordoblast (Gruppe Karl) der Partei der Sozialrevolutionäre. Sie war beteiligt an der Vorbereitung der Attentate auf den Chef des St. Petersburger Gefängnisses Oberst Anatoli Andrejewitsch Iwanow, den Prokuror des Hauptmilitärgerichts General Pawlow, den Chef der Gefängnishauptverwaltung Alexander Michailowitsch Maximowski und General Georgi Alexandrowitsch Min, der während der Russischen Revolution 1905 den Moskauer Aufstand an der Presnja im Dezember 1905 niedergeschlagen hatte. Sie organisierte das Attentat auf den Justizminister Iwan Grigorjewitsch Schtscheglowitow.
Durch die Tätigkeit des Agent Provocateur Jewno Fischelewitsch Asef wurde Rasputina mit Genossen im Februar 1908 verhaftet und in die Peter-und-Paul-Festung eingeliefert. Das St. Petersburger Militärbezirksgericht verurteilte sie zum Tode. Rasputina, J. N. Lebedewa, Wsewolod Wladimirowitsch Lebedinzew, Lew Sergejewitsch Sinegub, Lidija Awgustowna Sture, Sergei Gawrilowitsch Baranow und der Bauer aus dem Gouvernement Wjatka A. F. Smirnow wurden am 17. Februarjul. / 1. März 1908greg. in Lissi Noss bei St. Petersburg gehängt. Die Geschichte der Gruppe Karl machte Leonid Nikolajewitsch Andrejew 1908 zum Gegenstand seiner Erzählung von den 7 Gehenkten.